# مارچین واشیلفسکی
مارچین واشیلفسکی (لهستانی: Marcin Wasilewski؛ زادهٔ ۹ ژوئن ۱۹۸۰) بازیکن فوتبال اهل لهستان است.
وی سابقه ۶۰ بازی و ۲ گل ملی برای تیم ملی فوتبال لهستان در کارنامه دارد، همچنین پست تخصصی او، دفاع وسط است.